# Becky Chambersová
Becky Chambers (* 3. května 1985 Los Angeles County) je americká spisovatelka žánru sci-fi. Je autorkou série Poutníci oceněné cenou Hugo, a také novel S pokorou a nadějí a série Mnišstvo a robot, která začíná knihou Žalm pro divostrojné, která rovněž získala cenu Hugo. Autorka je známá tvorbou nápaditých světů a příběhy založenými na postavách. 

## Život
Narodila v roce 1985 v Los Angeles County a vyrůstala v Torrance. Rodiče se zajímali o průzkum vesmíru a práci NASA. Její matka je učitelka astrobiologie a otec inženýr. Již v dětství ji fascinoval vesmír a jeho průzkum. Během svého mládí se setkala s osobou, která věřila, že vesmírné programy jsou zbytečné a jejich financování by bylo lépe využito k řešení problémů na Zemi. Poté začala studovat lidské úsilí o prozkoumání vesmíru, přičemž dospěla k závěru, že tyto snahy jsou chvályhodné, ačkoli způsob financování by se mohl zlepšit. Tato hluboká analýza jí poskytla mnoho inspirace při spisovatelské činnosti. V následujících letech se přestěhovala do San Francisca, aby zde studovala divadelní umění na Univerzitě v San Franciscu.

### Kariéra
Nejprve pracovala v divadelním managementu a jako spisovatelka na volné noze, ale pak se jí podařilo získat finanční prostředky pomocí kampaně Kickstarter a tak mohla vydat svůj první román Dlouhá cesta na malou, rozzlobenou planetu. Tento román získal uznání kritiky a nominaci na cenu Kitschies a byl tak prvním románem vydaným na vlastní náklady autora, který tuto cenu získal. Tato skutečnost přiměla nakladatelství Hodder & Stoughton a Harper Voyager, aby román znovu vydali. Tato kniha byla první v sérii Poutníci, do které patří tři pokračování: Dvě místa na slunci, které vyšlo v roce 2016, Zpráva o životě vesmířanů, která vyšla v roce 2018 a V jednom zapadlém koutě galaxie v roce 2021. Tato série vyhrála v roce 2019 cenu Hugo za nejlepší sérii. Autorka poté oznámila, že série je již dokončená, ale v online obchodech je u série pátá kniha s plánem publikace v roce 2024. V srpnu 2019 vydala novelu S pokorou a nadějí, která se sérií Poutníci spojena nebyla.
V červenci 2018 podepsala smlouvu na dvě knihy s nakladatelstvím Tor Books. První kniha Žalm pro divostrojné vyšla v květnu 2021. Druhá kniha Modlitba pro samorostlé vyšla v červenci 2022.

### Styl a motivy
Její románová série Poutníci se odehrává ve fiktivním vesmíru, řízeném Galaktickým společenstvím, ve kterém jsou lidé relativními nováčky. Autorčino propracované vykreslení světa v této sérii bývá často kladně hodnoceno, především to, že v románu vytvořila několik jedinečných mimozemských ras. Recenzenti také chválí její komplikované avšak sympatické postavy, které příběh řídí. Její dílo bylo jak kritizováno, tak chváleno za promyšlený, na postavách založený děj a absenci strhujících zápletek typických pro jiné vesmírné opery.

### Osobní život
Žila na Islandu a také ve Skotsku. Nyní se vrátila do Kalifornie, kde v Humboldt County žije se svou manželkou Berglaug Asmundardottir.